# Iona (Čerepanov)
Iona (světským jménem: Maxim Olexandrovyč Čerepanov; * 29. prosince 1971, Kyjev) je ukrajinský duchovní Ukrajinské pravoslavné církve Moskevského patriarchátu, arcibiskup obuchivský a vikář kyjevské eparchie.

## Život
Narodil se 29. prosince 1971 v Kyjevě.
Po střední škole nastoupil na Kyjevský lékařský institut.
Byl poslušníkem Kyjevskopečerské lávry. Roku 1993 byl poslán do Ioninského monastýru v Kyjevě. Od stejného roku studoval dálkově na Kyjevském duchovním semináři.
Dne 30. března 1995 jej archimandrita Agapit (Bevcyk) postřihnul na rjasofora na počest svatého Jonáše Kyjevského.
Dne 15. dubna 1995 jej metropolita kyjevský a celé Ukrajiny Volodymyr (Sabodan) rukopoložil na jerodiákona a 24. srpna byl postřižen na monacha. Dne 27. srpna 1995 byl arcibiskupem vinnyckým a mohyliv-podilským Makarijem (Svystunem) rukopoložen na jeromonacha.
Dne 22. ledna 1997 byl povýšen na igumena a 26. srpna 1999 se stal představeným Ioninského monastýru. Dne 4. listopadu 1999 byl povýšen na archimandritu.
Studoval dálkově na Kyjevské duchovní akademii.
Dne 18. dubna 2008 byl ustanoven představeným monastýru Proměnění Páně ve vesnici Neščeriv.
Dne 23. prosince 2010 byl ustanoven předsedou Synodního oddělení pro záležitosti mládeže UPC.
Dne 26. srpna 2011 jej Svatý synod Ukrajinské pravoslavné církve zvolil biskupem obuchivským a vikářem kyjevské eparchie.
Dne 9. září 2011 byl oficiálně jmenován biskupem a následující den proběhla jeho biskupská chirotonie. Hlavním světitelem byl metropolita kyjevský a celé Ukrajiny Volodymyr (Sabodan).
Dne 17. srpna 2017 byl povýšen na arcibiskupa.